# 共栅极

基本N沟道共栅极电路。电流源I_{D}代表一个有源负载；信号在节点V_{in}，输出于节点V_{out}；输出可以是电流或者电压。

在电子学中，共栅极（英語：common-gate）放大器电路是单级场效应管（field-effect transistor (FET)）放大器电路的三种基本接法之一（另外两种分别是共源极和共漏极）。共栅极电路通常被用在电流缓冲器或电压放大器中。这种接法的形式是，晶体管的源极充当输入端，漏极充当输出端，栅极则为公共端，电路也因此得名。
辨識一個場效電晶體放大器電路是共源極、共閘極還是共汲極的簡易方法為，檢查訊號輸入和輸出的通路，剩餘的那一端即為「公共端」。
在双极性晶体管中，类似的概念称共基极。